# Емелт (станція)
Емелт (монг. Эмелт) — залізнична станція в Монголії, розташована на Трансмонгольській залізниці між станціями Аршант і Толгойт.
Розташована в однойменному селищі.